# Wladimir Iwanowitsch Kischkun
Wladimir Iwanowitsch Kischkun (russisch Владимир Иванович Кишкун; * 5. November 1951 in Leningrad, heute Sankt Petersburg) ist ein ehemaliger russischer Leichtathlet, der für die Sowjetunion antrat. Bei einer Körpergröße von 1,87 m betrug sein Wettkampfgewicht 77 kg.
1974, 1975 und 1977 gewann Kischkun den sowjetischen Meistertitel im Stabhochsprung. 1974 bei den Europameisterschaften in Rom siegte er mit 5,35 Meter bei gleicher Höhe mit dem Polen Władysław Kozakiewicz auf Platz 2. Bei den Olympischen Spielen 1976 in Montreal belegte er mit 5,20 Meter Platz 13.
Seine persönliche Bestleistung von 5,55 Meter stammt aus dem Jahr 1977.